# 우리가 못 자는 이유
《우리가 못 자는 이유》는 2017년 10월 22일에 방영한 《KBS 드라마 스페셜 2017》 시리즈 중 여덟 번째 작품으로, 2016년 KBS 극본공모 당선작이다.

## 줄거리
연애, 결혼, 출산, 인간관계 등 삼포세대를 넘어 포기해야만 하는 것들이 점점 더 늘어나는 가난한 청춘들. 이들에게 사랑이란 무엇이며, 낭만이란 과연 있는 것일까. 지독한 불면증에 걸린 남녀가 악연으로 엮이지만, 비슷한 생활패턴으로 자꾸 마주치다 된다. 서로가 점차 마음도 몸도 끌리게 되지만, 가진 것 없는 이들에게는 함께 잠드는 것조차 쉽지가 않다. 혼자서도, 둘이서도 잠들 수 없는 청춘남녀의 수면을 향한 분투는 성공할 수 있을까.

## 등장 인물

### 주요 인물
- 임지규 : 김영재 역

불면증 1년차. 하루 두세 시간의 수면으로 늘 눈이 퀭하지만 이미 각종 에너지 드링크에 중독되어 버려 가끔씩 과도한 긍정의 힘을 내뿜는 불안한 에너자이저다. 낮에는 편의점 아르바이트를 하고 밤에는 좀비 만화를 그리는 웹툰작가 지망생이다. 친구 석훈의 원룸에 적은 월세로 얹혀산 지 일년이 되었다.
- 임세미 : 이유정 역

불면증 2년차. 밤마다 양을 오천 마리씩 세어도 잠들기 어려워 만성 피로에 시달려 가끔씩 과도한 신경질적 반응을 보이는 어둠의 백수다. 연극에 빠져 위대한 극작가가 되겠다며 결심으로 독립했다. 그러나 6년 만에 보증금은 다 까먹고 약간의 빚까지 얻어, 할 수 없이 부모님 집으로 다시 기어 들어온 지 일주일이 되었다.
- 이대연 : 이봉만 역

유정의 아버지. 꿈많고 유쾌한 아파트 경비원.
- 황영희 : 홍순애 역

유정의 엄마. 과격한 가정주부. 유정에게 취업을 종용한다.
- 김강현 : 김석훈 역

영재의 친구이자 룸메이트. 신경외과 레지던트 2년차. 애인과의 잠자리를 피한다.
- 류선영 : 서지우 역

영재의 친구. 회사원. 석훈과 5년째 연애를 해오고 있다.

### 그 외 인물
- 김세아
- 김효숙
- 김희창
- 김유정
- 정지호
- 차종호
- 이새로미
- 조지승

## 시청률
- 전국 시청률 : 4.0%[1]